# Venus Victrix tempel
Venus Victrix tempel (latin: Aedes Venus Victrix) var ett tempel på södra Marsfältet i antikens Rom. Templet var invigt åt Venus segrarinnan och uppfördes av Pompejus; Venus Victrix var Pompejus favoritgudinna. Venus Victrix tempel var beläget på Pompejusteaterns cavea och invigdes den 12 augusti år 55 f.Kr.
| Plan över Campus Martius |
| --- |
| Tibern Navalia Circus Flaminius Marcellusteatern Diana- templet Pietas- templet Janustemplet Junos tempel Spestemplet Bellona- templet Apollo Sosianus tempel Jupiter Stators tempel Juno Reginas tempel Octavias portik Filippus portik Hercules Musarum- templet Octavius portik Balbus- teatern Crypta Balbi Porticus Minucia Nymfernas tempel Diribitorium Juturnas tempel Fortunas tempel Feronias tempel Lares Permarinis tempel Pompejus curia Pompejus portik Pompejusteatern Venus Victrix tempel Marstemplet Hercules Custos tempel Castors och Pollux tempel Pons Fabricius Tiberön Porticus Maximae Neptunus- templet Divorum Villa Publica Hecatostylon Fortuna Equestris tempel Statilius Taurus amfiteater |